# Shirley (Massachusetts)
Pour les articles homonymes, voir Shirley.
Shirley est une municipalité du Comté de Middlesex au Massachusetts, fondée en 1720.
Sa population était de 7 211 habitants en 2010.

## Localisation
| Townsend                       | Groton                         | Groton                       |
| Lunenburg (Comté de Worcester) | Shirley                        | Groton                       |
| Lancaster (Comté de Worcester) | Lancaster (Comté de Worcester) | Harvard (Comté de Worcester) |